# Monterey, California
Monterey (spaniolă pentru „Muntele regelui”) este un oraș de pe coasta Pacificului în comitatul Monterey, statul California, SUA. El este amplasat pe o peninsulă în golful Monterey Bay la altitudinea de 8 m deasupra n.m., ocupă o suprafață de 30,4 km², din care 21,9 km² este uscat. Orașul avea în anul 2006 o populație de 30.161 loc. Monterey se află la 185 km nord de San Francisco și la ca. 560 km sud de Los Angeles.

## Istoric
Monterey a primit numele în 1602 de la Sebastián Vizcaíno, care a denumit localitatea în cinstea contelui de Monte Rey, care era viceregele Noi Spanii care cuprindea statele de azi: Mexic, Belize, Guatemala, El Salvador, Honduras, Nicaragua, Costa Rica, Venezuela, Caraibele, Insulele Mariane, Insulele Caroline, Filipine, Palau, Guam și nordul Insulei Borneo. Pe la sfârșitul secolului XVIII și începutul secolului XIX Monterey era un centru important pescăresc al pescuitorilor de sardele și balene. Azi sursa economică principală a orașului este turismul.

## Personalități marcante
- José Castro, guvernator al statului Alta California
- Sammy Hagar, muzician
- Molly Ivins (1944–2007), autoare
- Hal Lindes, muzician
- Frido Mann, psiholog
- Sean O’Keefe, cecetător NASA
- Leon Panetta, politician
- Salvatore Belleci, producător de film
- Jeremy Sumpter, actor